# 須賀川市立第二小学校
須賀川市立第二小学校（すかがわしりつ だいにしょうがっこう）は、福島県須賀川市弘法坦に位置する公立小学校。須賀川郵便局や須賀川武道館などが周辺にあり、JR須賀川駅にも近い。

## 概要

### 学区内の地理
市街地にあるため、建造物が密集している。道路は国道4号や国道118号、福島県道355号須賀川二本松線を含めた須賀川東部環状線などが通る。鉄道は東北本線が通る。釈迦堂川などの河川も存在する。

### 主な進学先
- 須賀川市立第二中学校